# Церковь Богоявления Святого Креста (Ахалцихе)
Церковь Богоявления Святого Креста (арм. Երևման Սուրբ Խաչ եկեղեցի - Еревма́н Сурб Хач екехеци́) — храм Армянской Католической церкви в городе Ахалцихе, Грузия.

## История
Марий Броссе побывавший в церкви, отмечал большое количество армянских надписей и хачкаров. Он сделал множество зарисовок церкви и ее окрестностей, а также им было скопировано большое количество армянских надписей и календарных дат: 800 год по армянскому календарю (1451 по общехристианской эре), 803 (1454), 824 (1475) и 840 (1491) года. На церковном армянском кладбище он среди прочих могил обнаружил и надгробия в форме баранов. На одном из таких надгробий была помимо всех прочих армянских надписей высечена и дата 775 год по армянскому календарю (1428 г.).
Во время очистки отвалов в 2010 году, в кладке восточной стены церкви Еревман Сурб Хач обнаружены хачкары XIV века с армянскими надписями. Новонайденные надписи подтверждают гипотезу, выдвинутую ещё в середине XIX века академиком М. Броссе, что армянская церковь Сурб Хач была построена в средневековье. Общеизвестно, что в XI-XIII вв. на Южном Кавказе отсутствовали общины католического вера исповедания. Из этого следует, что церковь Сурб Хач воздвигнута как Армянская Апостольская церковь. В XVII-XVIII вв. она была переделана в Армянскую Католическую церковь.
В 2012 году с вопиющими нарушениями международных канонов реставрации древних памятников Армянская церковь была перестроена в духовный центр грузинских католиков и переименована в церковь Святого Розария. 
Во время реставрационных работ, все армянские хачкары и камни с армянскими надписями на кладке стен церкви были изъяты, повреждены, либо уничтожены. Среди них уникальный хачкар общехристианского значения, на котором древнейшее изображение гектограммы и армянская надпись 1381 года с упоминанием Моген Давида, как символ царя Давида. 
Многочисленные средневековые хачкары с армянскими надписями которые находились на территории церкви Сурб Хач так и в близлежащей крепости, свидетельствуют о том, что в Ахалцихе с древнейших времён существовала многочисленная армянская община.